# Gân achilles
Gân Achilles (thường đọc là Asin) là gân gót chân, loại gân dài và dày nhất của người, nằm ở cuối cơ bắp chân và gót chân. Đây là một thuật ngữ trong Giải phẫu học người dùng để chỉ loại gân liên kết chủ yếu với các cơ bắp chân, gân khoeo chân và xương gót (calcaneus), nhờ đó mới có được hoạt động của cẳng chân và nhất là của cả bàn chân.  Tên này trong tiếng Anh là Achilles tendon; trong tiếng Pháp là tendon d'Achille, thường gọi là  tendon calcanéen (gân gót chân).

## Lược sử
- Văn bản lâu đời nhất được biết đến về tên của gân này là vào thời của Hippocrates, ông đã mô tả nó là "teo magnus" (nghĩa là gân lớn). Sau đó các nhà giải phẫu học trước Verheyen lại gọi là "chorda Hippocratis" (dây Hippocrat).[3] Văn bản chính được biết đến tên gân này như hiện nay là tác phẩm "Corporis Humani Anatomia" của nhà giải phẫu người Hà Lan Philip Verheyen vào năm 1693. Trong tác phẩm này, ông đã mô tả vị trí của gân và gọi nó là "sợi dây của Achilles.[3][4]
- Theo đó, tên của gân này đặt theo tên gọi của nhân vật trong thần thoại Hy Lạp là Achilles.[5][6][7][8][9][10][11] Trong thần thoại này, Achilles sau khi sinh ra được mẹ cầm hai gót chân nhúng xuống một dòng sông thần thoại, nên toàn thân rắn chắc như sắt, riêng chỗ mẹ cầm không thấm nước thần, trở nên mềm yếu như người bình thường. Bởi thế, Achilles người anh hùng mạnh nhất lại có chỗ yếu nhất ở vị trí này, gọi là gót chân của Achilles, còn tên đó được gọi phổ biến từ năm 1693 cho đến nay.[10]

## Vị trí và cấu tạo
- Mỗi chân của người có một gân Achilles nằm ở phía gót chân, liên kết với hầu hết các gân, cơ và xương vùng bàn chân, gồm: cơ bụng chân (gastrocnemius muscles, cũng đã dịch là cơ bắp chân), cơ dép (soleus muscles) với các xương cẳng chân và xương gót chân.
- Theo quy ước, gân bắt đầu (nguyên uỷ) ở gần giữa bắp chân, kết nối  với các sợi cơ ở bên trong cơ này, đặc biệt là từ cơ dép, rồi mỏng dần khi đi xuống đầu dưới (tận cùng) ở khoảng giữa của mặt sau xương gót chân (calcaneus).[1][12] Gân hơi thắt lại rồi tòe ra ở phía dưới của nó, phần hẹp nhất của gân cao hơn gót khoảng 4 cm (1,6 in).[13][14]

## Chức năng
- Giống như các gân khác, gân Achilles kết nối cơ với xương và cơ với cơ.
- Gân Achilles rất quan trọng cho cử động của bàn chân, nó nối với cơ bụng chân là cơ duy nhất gây ra cử động bàn chân Qua đó, nó cũng góp phần trong hoạt động uốn cong chân ở đầu gối. Các tổn thương của gân này có thể làm ảnh hưởng tới các cử động trên, thậm chí có thể làm người bị thương tổn không đi, đứng bình thường được.[15][16]
- Các bất thường của gân Achilles bao gồm viêm, thoái hóa, đứt hoặc bị mỡ hóa do tích tụ nhiều cholesterol (chứng xanthomas).

## Một số ảnh liên quan

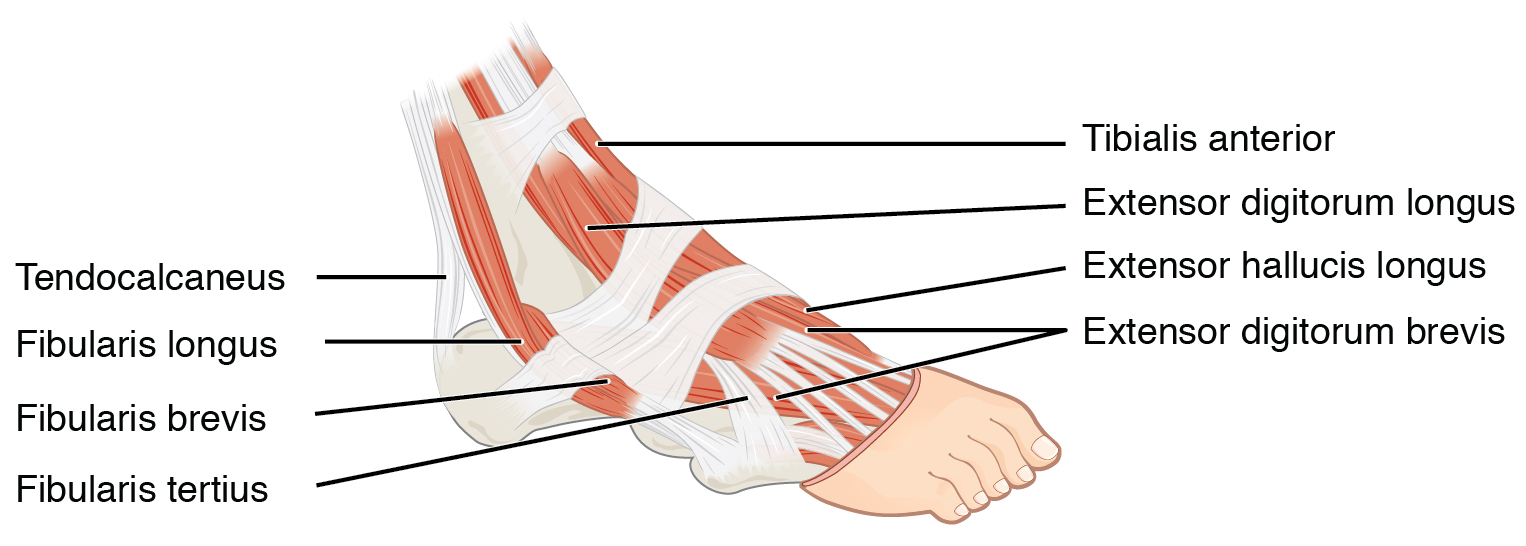
Các cơ (màu hồng) và gân (màu ngà) ở mu bàn chân.
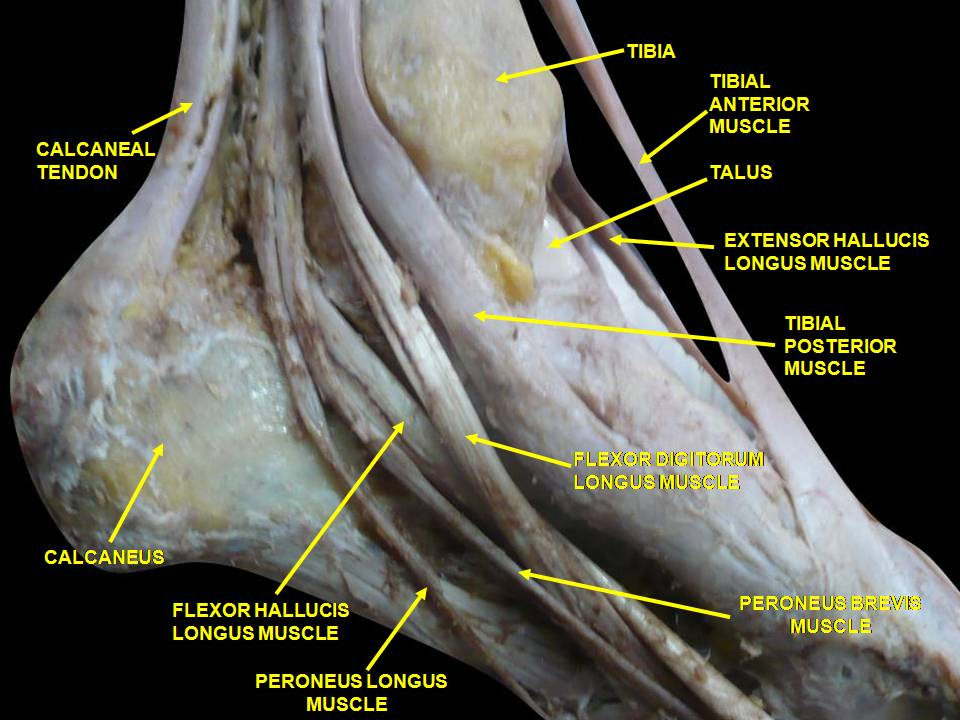
Giải phẫu bàn chân người.
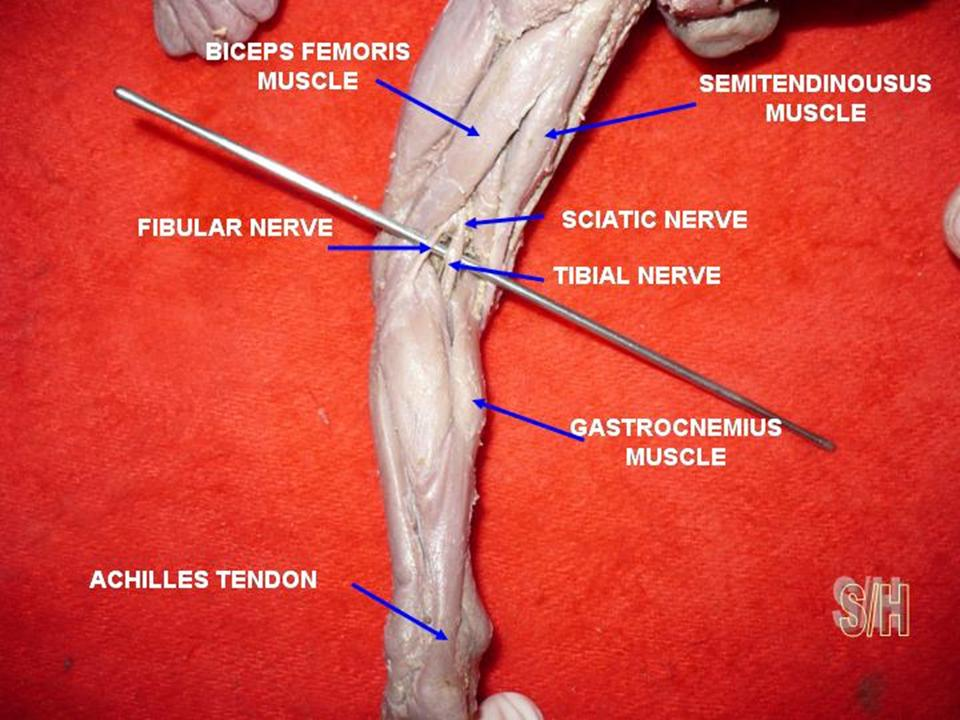
Gân Asin đã xuất hiện sớm trong bào thai.